# Ichirō Hatoyama
Ichirō Hatoyama (Tòquio, 1 de gener de 1883 - Tòquio, 7 de març de 1959) fou un polític japonès amb una llarga trajectòria política, que va encetar el 1915 i que va continuar després de la II Guerra Mundial.

## Biografia i vida política

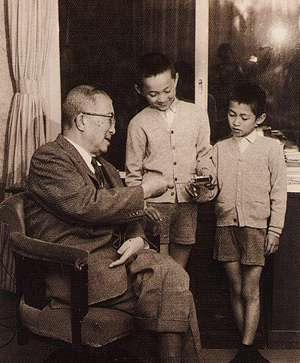
Ichirō Hatoyama i els seus dos nets, Yukio i Kunio

Estudià lleis a la Universitat de Tòquio. Des de 1915 formà part de la Dieta japonesa i va ser nomenat ministre d'Educació el 1931. Amb la finalització de la II Guerra Mundial (1939 - 1945), i atesa la derrota del Japó, va rebre el suport dels EUA i l'encàrrec de fundar i organitzar el Partit Liberal, peça clau en l'obertura de l'etapa liberal i democràtica imposada pel govern de Washington (1945).
El 1954 fou elegit primer ministre del Japó, com a candidat del Partit Liberal-Demòcrata (PLD), formació política que va nàixer com a resultat de la unificació entre "liberals" i "demòcrates" i que no s'ha de confondre amb el que actualment existeix i al qual pertany Yukio Hatoyama, net d'Ichirõ. Només va ser primer ministre durant un breu període (entre 1954 i 1955) i durant el seu mandat va potenciar a nivell intern una economia keynesiana, mentre que en política exterior millorà les relacions amb l'URSS i la Xina popular, i va aconseguir l'adhesió del Japó a l'ONU.
Per raons de salut, es va retirar de la política (1957) i va morir dos anys després.